# Волжанец
Волжа́нец — деревня в Советском районе Курской области России. Административный центр Волжанского сельсовета.

## География
Деревня находится в восточной части Курской области, в лесостепной зоне, в пределах южного склона Среднерусской возвышенности, на левом берегу реки Кшень, к западу от посёлка городского типа Кшенский, административного центра района. Абсолютная высота — 167 м над уровнем моря.
Климат
Климат характеризуется как умеренно континентальный с умеренно холодной зимой и тёплым летом. Абсолютный минимум температуры воздуха самого холодного месяца (января) составляет −37 °C; абсолютный максимум самого тёплого месяца (июля) — 40 °C. Среднегодовое количество атмосферных осадков составляет 582 мм. Большая их часть (460 мм.) выпадает в течение тёплого периода. Снежный покров держится в среднем около 130—145 дней в году.
Часовой пояс
Деревня Волжанец, как и вся Курская область, находится в часовой зоне МСК (московское время). Смещение применяемого времени относительно UTC составляет +3:00.

## Население
| 2002 | 2010  |
| ---- | ----- |
| 1170 | ↘1025 |

Половой состав
По данным Всероссийской переписи населения 2010 года, в половой структуре населения мужчины составляли 47,8 %, женщины — соответственно 52,2 %.
Национальный состав
Согласно результатам переписи 2002 года, в национальной структуре населения русские составляли 97 % из 1170 чел.

## Улицы
| - ул. Железнодорожная, - ул. Молодёжная, - ул. Набережная, - ул. Полевая, | - ул. Репринцева, - ул. Светлая, - ул. Центральная, - ул. Школьная. |

## Известные уроженцы
- Занин, Иван Дмитриевич (1914—1961) — советский военнослужащий, майор, Герой Советского Союза.